# Волкова Олена Андріївна
Олена Андріївна Волкова (3 червня 1915, Чугуїв, Харківська губернія, Російська імперія — 8 жовтня 2013, Москва, Росія) — радянська і російська художниця українського походження, «головна спеціалістка по раю», що працювала в напрямку наївного мистецтва.

## Життєпис
Олена Андріївна Волкова народилась в містечку Чугуєві, Російська імперія (нині Україна) в скромній сім'ї, неподалік від будинку, де народився Ілля Рєпін. В її родині було 18 дітей. Її батько був рятувальником на річці Сіверський Донець, а мати селянкою. Жили вони на маленькому острові біля річки Сіверський Донець, саме тому вода стала основною темою робіт Волкової. Дитиною вона любила ліпити з річкової глини чашки, блюдця та глечики. У Олени були проблеми з ногами і вона не могла ходити в школу, так що була на домашньому навчанні, читати і писати навчилася самостійно. Вона любила шити, вишивати і співати.
У 1934 році вона почала працювати помічником кіномеханіка на пересувній кіноустановці.
Під час війни була медсестрою та в числі постраждалих, проходила лікування в шпиталі. Чоловік Олени Волкової помер під час Другої Світової війни. Жила в Сибіру, з 1978 — в Москві. Працювала нянею, швачкою.
В 1947 році вона народила сина Валентина, в 1960-х, коли він почав вивчати малювання, вона взяла його фарби і стала малювати картини самостійно, без будь-якої художньої підготовки. Малювала без попередніх начерків по пам'яті або уявні сцени. З 1965 постійно займається живописом. Відчувши, що її знання основ мистецтва недостатні, поступила в Московську академію мистецтв на заочне відділення.
Визначальним для Олени Волкової стало знайомство з харківським художником Василем Єрмиловим, одним з родоначальників українського авангарду. Він першим серед авторитетних професіоналів оцінив творчість художниці, став першим покупцем її творів. В кінці 60-х — початку 70-х років минулого століття картини Волкової здобули популярність в Москві, привернули увагу професора МДУ, мистецтвознавця Михайла Алпатова.
Перша персональна виставка художниці відбулася в 1973 році в Омську, де вона жила кілька років. Пізніше Волкова переїхала в Москву. З 1974 року вона постійно брала участь в обласних, республіканських, всесоюзних і зарубіжних виставках. Її творчості присвячено багато телепередач, публікацій в пресі. У міжнародних довідниках наївних художників ім'я Олени Волкової стоїть в одному ряду з Анрі Руссо і Ніко Пиросманішвілі.
Сергій Тарабаров з московської галереї наївного мистецтва «Дар» у 2000 році визнав Волкову однією з найбільш цікавих художниць, які працюють в стилі наївного мистецтва в Росії Олена Волкова стала першою художницею, що працює в жанрі наївного мистецтва, кому влаштували персональну виставку в Третьяковській галереї. Останні роки життя Олена Андріївна Волкова жила в Москві разом з сином
Померла Олена Волкова 8 жовтня 2013 року на 99 році життя, похована в Москві на кладовищі «Ракіткі» (33 ділянка.) На її надгробку виведені слова, що часто зустрічаються в її творах «Мир всем!»
Син художниці, Валентин Волков, заснував музей Олени Волкової в Москві на Таганці.

## Творчість

### Виставки

#### Персональні виставки
- Виставковий зал Спілки художників. Омськ, 1975
- Будинок художника на Кузнецькому мосту, Москва, 1980;
- ЗНУІ, 1981,
- Музей самодіяльної творчості народів РРФСР (Спасо-Єфімов монастир), Суздаль, 1985;
- Всеросійський музей декоративно-прикладного та народного мистецтва, (на делегатський вул.), Москва, 1988.
- "Риби, птахи і звірі. Живопис Олени Волкової ", Москва. Галерея «Дар»; 1995;
- Музей сучасного мистецтва, Москва, 2001;
- Третьяковська галерея, 2005—2006

#### В постійній експозиції
- 1990 — постійна експозиція в галереї наївного мистецтва «Дар».
- Музею Органічної Культури / Музею Традиції «Художники, наївно побачили світ» з 2015;
- «Світ згоди і рівноваги. Сучасна народна культура» Москва, галерея Бєляєво, 2016 року;
- Квіти і фрукти. Балашихинська картинна галерея, 2018;
- «Перша музейна Балашихинський бієнале наївного мистецтва» Балашихинський картинна галерея, 2018.[6]

#### Колекції
- «Царицино», Володимиро-Суздальський музей-заповідник
- Музей Органічної Культури / Традиція, Коломна

#### Виставки
- «Слава труду», Москва, 1974;
- Самодіяльні митці — Батьківщині !, Москва, 1977;
- Всесоюзна виставка, Москва, 1987;
- Всесоюзна виставка самодіяльних художників. Центральний будинок художника, Москва, 1985.
- Всесоюзна виставка самодіяльних художників (ВДНГ, «Монреальський» павільйон), Москва, 1987.
- Naifs sovietiques, 1988, (Франція)
- Сон Золотий, 1992.
- Наївне мистецтво Росії. Всеросійський будинок народної творчості. (В Сверчковим провулку). Москва, 1993;
- Інсіті-94; «Русский делікатес». Натюрморт у творчості наївних художників. Куратор К. Богемська. Москва. Галерея «ДАР», 1995;
- Проект «Москва-Берлін». Виставка картин наївних художників Німеччини і Росії в залах Всеросійського музею декоративно-прикладного та народного мистецтва (на делегатський вул.), Москва, 1996;
- Мудрість з наївними очима, Кіров, 1997.
- Наївне мистецтво в колекції К. Богемської і А. Турчина. Виставковий зал «Ковчег», Москва, 1998;
- Erste Begegnung …, / Німеччина /, 1999.
- -Russische Naieven … (Голландія), 2000.
- Пушкінські образи … Москва, 1999.
- Райські яблука, 2000;
- І побачив я … 2001.
- Образ світу в наївному мистецтві. Відень-Осло, 2002—2003;
- Фестнаів-2007;
- Фестнаів-2010;
- «Про наївне і вічне на землі», організованої Фондом «Ера» та Громадською фондом наївного мистецтва «Острів Тарабаров». 2011
- Фестнаів-2013;

#### Визнання
Ім'я Олени Волкової внесено в англійську й американську енциклопедії наївного мистецтва
В 2011 році на Таганці (Москва) відкрито її персональний музей.